# خشک کنه
خشک کنه نام روستایی از توابع بخش مرکزی شهرستان جهرم در استان فارس است.

## جمعیت
این روستا در دهستان جلگاه قرار دارد و براساس سرشماری مرکز آمار ایران در سال ۱۳۹۵، جمعیت آن ۰ نفر بوده‌است.